# Elezioni legislative nei Paesi Bassi del 2017
Le elezioni legislative nei Paesi Bassi del 2017 si tennero il 15 marzo per il rinnovo della Tweede Kamer. In seguito dell'esito elettorale, Mark Rutte, espressione del Partito Popolare per la Libertà e la Democrazia, fu riconfermato Ministro-presidente.
Il Partito per la Libertà di Geert Wilders si piazzò al secondo posto col 13,1% dei voti, benché i sondaggi lo avessero dato per vincitore assoluto delle elezioni. Il Partito del Lavoro subì un clamoroso crollo, passando da 38 seggi a soli 9 e attestandosi al 5,7% dei voti.
Le schede furono scrutinate manualmente e non mediante sistema informatico, in uso da otto anni, per scongiurare possibili attacchi hacker. La decisione fu assunta dal ministro dell'interno Ronald Plasterk, che segnalò il rischio di un intervento della Russia nel processo elettorale.
I seggi restarono aperti dalle 7.30 del mattino alle 21.00 di sera.

## Contesto

### Quadro politico
La legislatura inauguratasi con le elezioni legislative del 2012 era giunta alla sua scadenza naturale, pari a cinque anni: non accadeva dal 1994.
Le elezioni del 2012 avevano visto prevalere il Partito Popolare per la Libertà e la Democrazia (VVD) e il Partito del Lavoro (PvdA), ma nessuna delle due formazioni era riuscita a conseguire la maggioranza assoluta dei seggi: alla guida dell'esecutivo era stato confermato il primo ministro uscente Mark Rutte, esponente del VVD, nell'ambito di un governo di coalizione con il PvdA; l'Appello Cristiano Democratico era uscito dalla compagine di governo e il Partito per la Libertà si era collocato all'opposizione.
Poiché il secondo gabinetto Rutte non aveva la maggioranza al Senato, si era affidato al supporto dei Democratici 66, dell'Unione Cristiana e del Partito Politico Riformato.

### Sistema elettorale e partiti
La Camera dei rappresentanti, o Seconda Camera (Tweede Kamer), è composta da 150 seggi eletti con il sistema proporzionale in un collegio unico nazionale.
I partiti che hanno cercato di presentarsi alle elezioni sono stati 81, ma solo 28 sono riusciti realmente a presentarsi. Le principali forze politiche erano le seguenti.
| Partito                                              | Lijsttrekker             |
| ---------------------------------------------------- | ------------------------ |
| Partito Popolare per la Libertà e la Democrazia (VVD | Mark Rutte               |
| Partito del Lavoro (PvdA)                            | Lodewijk Asscher         |
| Partito per la Libertà (PVV)                         | Geert Wilders            |
| Partito Socialista (SP)                              | Emile Roemer             |
| Appello Cristiano Democratico (CDA)                  | Sybrand van Haersma Buma |
| Democratici 66 (D66)                                 | Alexander Pechtold       |
| Unione Cristiana (CU)                                | Gert-Jan Segers          |
| Sinistra Verde (GL)                                  | Jesse Klaver             |
| Partito Politico Riformato (SGP)                     | Kees van der Staaij      |
| Partito per gli Animali (PvdD)                       | Marianne Thieme          |
| 50PLUS (50+)                                         | Henk Krol                |
| Partito degli Imprenditori (OP)                      | Hero Brinkman            |
| VoorNederland (VNL)                                  | Jan Roos                 |
| DENK                                                 | Tunahan Kuzu             |
| Nieuwe Wegen (NiWe)                                  | Jacques Monasch          |
| Forum per la Democrazia (FVD)                        | Thierry Baudet           |
| Partito Pirata (PP)                                  | Ancilla van de Leest     |
| Articolo 1 (AR1)                                     | Sylvana Simons           |

### Dibattiti
| Elezioni legislative Paesi Bassi, dibattiti | Elezioni legislative Paesi Bassi, dibattiti | Elezioni legislative Paesi Bassi, dibattiti   | Elezioni legislative Paesi Bassi, dibattiti   | Elezioni legislative Paesi Bassi, dibattiti   | Elezioni legislative Paesi Bassi, dibattiti   | Elezioni legislative Paesi Bassi, dibattiti   | Elezioni legislative Paesi Bassi, dibattiti   | Elezioni legislative Paesi Bassi, dibattiti   | Elezioni legislative Paesi Bassi, dibattiti   | Elezioni legislative Paesi Bassi, dibattiti   | Elezioni legislative Paesi Bassi, dibattiti   | Elezioni legislative Paesi Bassi, dibattiti |
| Date                                        | Organizzatore                               | P Presente NI Non invitato A Assente invitato | P Presente NI Non invitato A Assente invitato | P Presente NI Non invitato A Assente invitato | P Presente NI Non invitato A Assente invitato | P Presente NI Non invitato A Assente invitato | P Presente NI Non invitato A Assente invitato | P Presente NI Non invitato A Assente invitato | P Presente NI Non invitato A Assente invitato | P Presente NI Non invitato A Assente invitato | P Presente NI Non invitato A Assente invitato | Note                                        |
| Date                                        | Organizzatore                               | Roemer                                        | Krol                                          | Thieme                                        | Klaver                                        | Asscher                                       | Pechtold                                      | Rutte                                         | Segers                                        | Buma                                          | Wilders                                       | Note                                        |
| ------------------------------------------- | ------------------------------------------- | --------------------------------------------- | --------------------------------------------- | --------------------------------------------- | --------------------------------------------- | --------------------------------------------- | --------------------------------------------- | --------------------------------------------- | --------------------------------------------- | --------------------------------------------- | --------------------------------------------- | ------------------------------------------- |
| 26 Febbraio                                 | RTL Nieuws                                  | P                                             | NI                                            | NI                                            | P                                             | P                                             | P                                             | A                                             | NI                                            | P                                             | A                                             | [ 3 ]                                       |
| 5 Marzo                                     | BNR Nieuwsradio / RTL Nieuws / Elsevier     | P                                             | P                                             | P                                             | P                                             | P                                             | P                                             | P                                             | A                                             | P                                             | A                                             | [ 4 ]                                       |
| 13 Marzo                                    | EenVandaag                                  | NI                                            | NI                                            | NI                                            | NI                                            | NI                                            | NI                                            | P                                             | NI                                            | NI                                            | P                                             | [ 5 ]                                       |
| 14 Marzo                                    | NOS                                         | P                                             | P                                             | P                                             | P                                             | P                                             | P                                             | P                                             | P                                             | P                                             | P                                             | [ 6 ]                                       |

## Risultati
| Partito Popolare per la Libertà e la Democrazia | 2 238 351  | 21,29 | 33  |  |  |  |
| Partito per la Libertà                          | 1 372 941  | 13,06 | 20  |  |  |  |
| Appello Cristiano Democratico                   | 1 301 796  | 12,38 | 19  |  |  |  |
| Democratici 66                                  | 1 285 819  | 12,23 | 19  |  |  |  |
| Sinistra Verde                                  | 959 600    | 9,13  | 14  |  |  |  |
| Partito Socialista                              | 955 633    | 9,09  | 14  |  |  |  |
| Partito del Lavoro                              | 599 699    | 5,70  | 9   |  |  |  |
| Unione Cristiana                                | 356 271    | 3,39  | 5   |  |  |  |
| Partito per gli Animali                         | 335 214    | 3,19  | 5   |  |  |  |
| 50PLUS                                          | 327 131    | 3,11  | 4   |  |  |  |
| Partito Politico Riformato                      | 218 950    | 2,08  | 3   |  |  |  |
| DENK                                            | 216 147    | 2,06  | 3   |  |  |  |
| Forum per la Democrazia                         | 187 162    | 1,78  | 2   |  |  |  |
| VoorNederland                                   | 38 209     | 0,36  | –   |  |  |  |
| Partito Pirata                                  | 35 478     | 0,34  | –   |  |  |  |
| Articolo 1                                      | 28 700     | 0,27  | –   |  |  |  |
| Vie Nuove                                       | 14 362     | 0,14  | –   |  |  |  |
| Partito degli Imprenditori                      | 12 570     | 0,12  | –   |  |  |  |
| Altri <0,10%                                    | 32 008     | 0,30  | –   |  |  |  |
| Totale                                          | 10 516 041 | 100   | 150 |  |  |  |
|                                                 |            |       |     |  |  |  |
| Schede bianche                                  | 15 876     | 0,15  |     |  |  |  |
| Schede nulle                                    | 31 539     | 0,30  |     |  |  |  |
| Votanti                                         | 10 563 456 | 83,24 |     |  |  |  |
| Elettori                                        | 12 689 810 |       |     |  |  |  |

| Riepilogo dei voti (+/- elezioni 2012)          | Riepilogo dei voti (+/- elezioni 2012)          | Riepilogo dei voti (+/- elezioni 2012)          | Riepilogo dei voti (+/- elezioni 2012) | Riepilogo dei voti (+/- elezioni 2012) | Riepilogo dei voti (+/- elezioni 2012) | Riepilogo dei voti (+/- elezioni 2012) |
| ----------------------------------------------- | ----------------------------------------------- | ----------------------------------------------- | -------------------------------------- | -------------------------------------- | -------------------------------------- | -------------------------------------- |
| Partito Popolare per la Libertà e la Democrazia | Partito Popolare per la Libertà e la Democrazia | Partito Popolare per la Libertà e la Democrazia |                                        |                                        | 21,29%                                 | ▼ 5,3                                  |
| Partito per la Libertà                          | Partito per la Libertà                          | Partito per la Libertà                          |                                        |                                        | 13,06%                                 | ▲ 3,0                                  |
| Appello Cristiano Democratico                   | Appello Cristiano Democratico                   | Appello Cristiano Democratico                   |                                        |                                        | 12,38%                                 | ▲ 3,9                                  |
| Democratici 66                                  | Democratici 66                                  | Democratici 66                                  |                                        |                                        | 12,23%                                 | ▲ 4,2                                  |
| Sinistra Verde                                  | Sinistra Verde                                  | Sinistra Verde                                  |                                        |                                        | 9,13%                                  | ▲ 6,8                                  |
| Partito Socialista                              | Partito Socialista                              | Partito Socialista                              |                                        |                                        | 9,09%                                  | ▼ 0,6                                  |
| Partito del Lavoro (Paesi Bassi)                | Partito del Lavoro (Paesi Bassi)                | Partito del Lavoro (Paesi Bassi)                |                                        |                                        | 5,70%                                  | ▼ 19,1                                 |
| Unione Cristiana                                | Unione Cristiana                                | Unione Cristiana                                |                                        |                                        | 3,39%                                  | ▲ 0,3                                  |
| Partito per gli Animali                         | Partito per gli Animali                         | Partito per gli Animali                         |                                        |                                        | 3,19%                                  | ▲ 1,3                                  |
| 50PLUS                                          | 50PLUS                                          | 50PLUS                                          |                                        |                                        | 3,11%                                  | ▲ 1,2                                  |
| Partito Politico Riformato                      | Partito Politico Riformato                      | Partito Politico Riformato                      |                                        |                                        | 2,08%                                  | ▼ 0,01                                 |
| DENK                                            | DENK                                            | DENK                                            |                                        |                                        | 2,06%                                  | Nuovo                                  |
| Forum per la Democrazia                         | Forum per la Democrazia                         | Forum per la Democrazia                         |                                        |                                        | 1,78%                                  | Nuovo                                  |
| Altri <0,50%                                    | Altri <0,50%                                    | Altri <0,50%                                    |                                        |                                        | 1,53%                                  | ▲ 0,60                                 |
| Riepilogo dei seggi (+/- elezioni 2012)         |                                                 |                                                 |                                        |                                        |                                        |                                        |
|                                                 |                                                 |                                                 |                                        |                                        |                                        |                                        |
| SP                                              | 14                                              | ▼ 1                                             |                                        | PvdD                                   | 5                                      | ▲ 3                                    |
| GL                                              | 14                                              | ▲ 10                                            |                                        | DENK                                   | 3                                      | Nuovo                                  |
| PvdA                                            | 9                                               | ▼ 29                                            |                                        | D66                                    | 19                                     | ▲ 7                                    |
| 50PLUS                                          | 4                                               | ▲ 2                                             |                                        | CU                                     | 5                                      | ━                                      |
| VVD                                             | 33                                              | ▼ 8                                             |                                        | CDA                                    | 19                                     | ▲ 6                                    |
| SGP                                             | 3                                               | ━                                               |                                        | PVV                                    | 20                                     | ▲ 5                                    |
| FvD                                             | 2                                               | Nuovo                                           |                                        |                                        |                                        |                                        |